# Hannes Jaenicke
Hannes Jaenicke (Francoforte sul Meno, 26 febbraio 1960) è un attore e attivista tedesco.

## Biografia
Ha esordito negli anni ottanta nel film tedesco Out of order - Fuori servizio, cui ha fatto seguito la pellicola Rosa L., per la regia di Margarethe Von Trotta.
Negli anni novanta ha vestito i panni di Giuseppe d'Arimatea nel ciclo televisivo Gli amici di Gesù.
Ha lavorato anche negli Stati Uniti, svolgendo ruoli importanti nei film Un gorilla da salvare, Trappola negli abissi, Il tesoro perduto.
Dotato di una voce impostata, ha partecipato come narratore in alcuni racconti sonori.
Nel 2011 ha pubblicato il libro Wut allein reicht nicht, per sensibilizzare sul suo attivismo in favore dell'ambiente.

## Filmografia parziale

### Cinema
- Out of order - Fuori servizio (Abwärts), regia di Carl Schenkel (1984)

### Televisione
- Paura in volo (Crashpoint - 90 Minuten bis zum Absturz), regia di Thomas Jauch – film TV (2009)
- Hindenburg - L'ultimo volo (Hindenburg), regia di Philipp Kadelbach – film TV (2011)
- Der Amsterdam-Krimi - serie TV, 8+ episodi (2018-in corso)
- Mirage – serie TV, 6 episodi (2020)

## Doppiatori italiani
Nelle versioni in italiano delle opere in cui ha recitato, Hannes Jaenicke è stato doppiato da:
- Massimo De Ambrosis in Mirage